# Volleyboll vid olympiska sommarspelen 2024
Volleyboll vid olympiska sommarspelen 2024 spelades mellan 27 juli och 11 augusti 2024. Tävlingarna bestod av en dam- och en herrturnering inomhus i  med 12 lag vardera samt en dam- och en herrturnering i beachvolleyboll med 24 lag i respektive turnering.

## Medaljsammanfattning
| Beachvolleyboll                 | Guld                                               | Silver                                          | Brons                                |
| Damernas turnering Detaljer...  | Brasilien Ana Patrícia Ramos Eduarda Santos Lisboa | Kanada Melissa Humana-Paredes Brandie Wilkerson | Schweiz Tanja Hüberli Nina Betschart |
| Herrarnas turnering Detaljer... | Sverige David Åhman Jonatan Hellvig                | Tyskland Nils Ehlers Clemens Wickler            | Norge Anders Mol Christian Sørum     |

| Volleyboll                      | Guld | Silver | Brons |
| Damernas turnering Detaljer...  | Italien Marina Lubian Carlotta Cambi Monica De Gennaro Alessia Orro Caterina Bosetti Anna Danesi Myriam Sylla Paola Egonu Sarah Luisa Fahr Loveth Omoruyi Ekaterina Antropova Gaia Giovannini Ilaria Spirito | USA Micha Hancock Jordyn Poulter Avery Skinner Justine Wong-Orantes Lauren Carlini Jordan Larson Annie Drews Jordan Thompson Haleigh Washington Dana Rettke Kathryn Plummer Kelsey Robinson Cook Chiaka Ogbogu | Brasilien Nyeme Costa Diana Duarte Macris Carneiro Thaísa Menezes Rosamaria Montibeller Roberta Ratzke Gabriela Guimarães Ana Cristina de Souza Natália Araújo Ana Carolina da Silva Júlia Bergmann Tainara Santos Lorenne Teixeira |
| Herrarnas turnering Detaljer... | Frankrike Barthélémy Chinenyeze Jenia Grebennikov Jean Patry Benjamin Toniutti Kévin Tillie Earvin N'Gapeth Antoine Brizard Nicolas Le Goff Trévor Clévenot Yacine Louati Théo Faure Quentin Jouffroy        | Polen Łukasz Kaczmarek Bartosz Kurek Wilfredo León Aleksander Śliwka Grzegorz Łomacz Jakub Kochanowski Kamil Semeniuk Paweł Zatorski Marcin Janusz Mateusz Bieniek Tomasz Fornal Norbert Huber                 | USA Matt Anderson Aaron Russell Jeffrey Jendryk Torey DeFalco Micah Christenson Maxwell Holt Micah Maʻa Thomas Jaeschke Garrett Muagututia Taylor Averill David Smith Erik Shoji                                                    |

Denna tabell: visa • redigera

## Medaljtabell
| Pl.    | Nation    | Guld | Silver | Brons | Totalt |
| ------ | --------- | ---- | ------ | ----- | ------ |
| 1      | Brasilien | 1    | 0      | 1     | 2      |
| 2      | Frankrike | 1    | 0      | 0     | 1      |
| 2      | Sverige   | 1    | 0      | 0     | 1      |
| 2      | Italien   | 1    | 0      | 0     | 1      |
| 5      | USA       | 0    | 1      | 1     | 2      |
| 6      | Polen     | 0    | 1      | 0     | 1      |
| 6      | Kanada    | 0    | 1      | 0     | 1      |
| 6      | Tyskland  | 0    | 1      | 0     | 1      |
| 9      | Norge     | 0    | 0      | 1     | 1      |
| 9      | Schweiz   | 0    | 0      | 1     | 1      |
| Totalt | Totalt    | 4    | 4      | 4     | 12     |